# Сестрорецкий пограничный отряд
Сестрорецкий пограничный отряд — соединение пограничных войск НКВД СССР.

## История пограничной охраны
Вся история земель Карельского перешейка, юго-западную часть которого занимает Курортный район Санкт-Петербурга, уходящая в глубину веков связана со словом «граница». В 2008 году отметили 785 лет со дня подписания Ореховецкого договора, тогда река Сестра впервые была обозначена, как пограничная между Новгородом и Швецией. С 1811 по 1918 годы это была граница с соседней Финляндией, до Октябрьской революции входившей в состав Российской империи. Проходила она по Граничному ручью (позже его стали называть «Ржавой канавой») и реке Сестре. С 1918 года эта же пограничная линия стала разделять Финляндию с молодым советским государством. Перенесённая за Выборг, в результате Зимней войны, «старая» граница вновь стала передним краем обороны СССР в 1941 году. После успешного наступления советских войск летом 1944 года вплоть до 1959 года по Ржавой канаве проходила административная граница между Сестрорецким и Курортным районами.
История Северо-западного пограничного округа началась в 1918 году. 28 мая был подписан декрет об учреждении Пограничной охраны РСФСР. На службу молодой советской республики перешли все офицеры пограничной стражи России. С 1921 года пограничные войска стали составной частью органов государственной безопасности СССР.
С 1924 года приказом ОГПУ была установлена новая организационная структура пограничных войск: застава, комендатура, отряд, округ.

## Сестрорецкий пограничный отряд
Краснознамённый Сестрорецкий пограничный отряд был сформирован 14 января 1925 года и входил в состав Ленинградского пограничного округа вместе со вновь созданными Ухтинским, Ребольским, Кронштадтским, Кингисепским и другими отрядами Северо-Запада. Приказом ОГПУ в ЛВО от 2 апреля 1926 года вместо наименования отрядов по месту их дислокации были введены цифровые обозначения. Сестрорецкий отряд с этого момента стал называться 5-м погранотрядом и его управление располагалось в Сестрорецке по адресу ул. Володарского д.3 (ныне пл. Свободы д.3) в здании, где до 1917 года было казначейство.

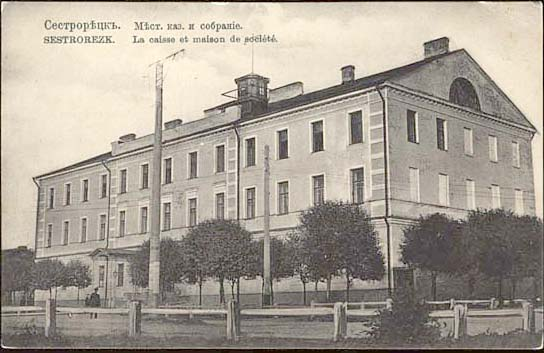
Пл. Свободы 3 до 1917 года

В отряде были: управление, оперативно-разведывательная часть, строевая и хозяйственная часть, политчасть, санчасть, ветчасть, хозяйственная команда, команда связи, 5 комендатур и 23 заставы.
Так было до 1939 года, времени окончания Советско-финской войны, после которой отряд был дислоцирован в район Элисенваары. В Сестрорецке осталась только медицинская часть.
Старожил города Сестрорецка Л. Я. Фомина, вспоминала:

Сестрорецк был самым настоящим пограничным городом. Граница была рядом, очень часто ночью ходили пограничники, проверяя документы, выявляя диверсантов. На Сливном канале (или, как говорят в народе, Шипучке) стояли вышки, дороги были булыжные, народ ходил в бани пешком, останавливаться не разрешалось, а нам детям, было интересно, как бурлит вода, спускаясь с плотины. Вообще вышек стояло много, и в Сестрорецке, и в Горской, у залива были не только они, но и ДОТы. В Тарховском лесопарке, если идти к заливу, стоял двухэтажный дом, где жили пограничники. Сначала там был целый военный городок из небольших домиков, где жили военные, у платформы ст. Тарховка был второй дом, там располагалось КПУ пограничников. В районе санатория «Белые ночи», была застава с ДОТами.

Начальниками отряда назначались работники оперативных органов. К 1939 году командиром отряда был майор Андреев, Андрей Матвеевич. Действовал принцип единоначалия. Службу несли согласно «Инструкции службы охраны госграницы пограничными войсками ГПУ 1-го Петроградского пограничного округа» разработанной ещё в 1923 году и утверждённой председателем Петроградского ОГПУ Мессингом С. А. Были определены три сухопутные запретные пограничные зоны: 22-х километровая, 4-х километровая и 500-метровая. В двух последних зонах местным жителям воспрещалось без разрешения пограничных властей возводить жилые и хозяйственные постройки. Въезд в запретные полосы осуществлялся по специальным пропускам.
Это был «горячий» участок на границе, где постоянно задерживали эстонско-финских шпионов, раскрывали целые шпионские организации. Известны случаи подвига начальника Тарховской заставы Фадеева Ивана, который погиб, раненым преследуя по льду Финского залива нарушителей границы. В районе села Коробицино погиб герой Коробицын, Андрей, предотвративший диверсию в Ленинграде во время празднования 10-летней годовщины Октябрьской революции.
В 1932 году была оборудована первая контрольно-следовая полоса, как средство контроля. В наряды отправлялись пешком или в конном строю. Берега озёр и острова проверяли на вёсельных лодках. С 1935 года пограничная служба была укреплена новой техникой (автомашины, аэросани, радиотехника) и сооружениями (ДОТы).

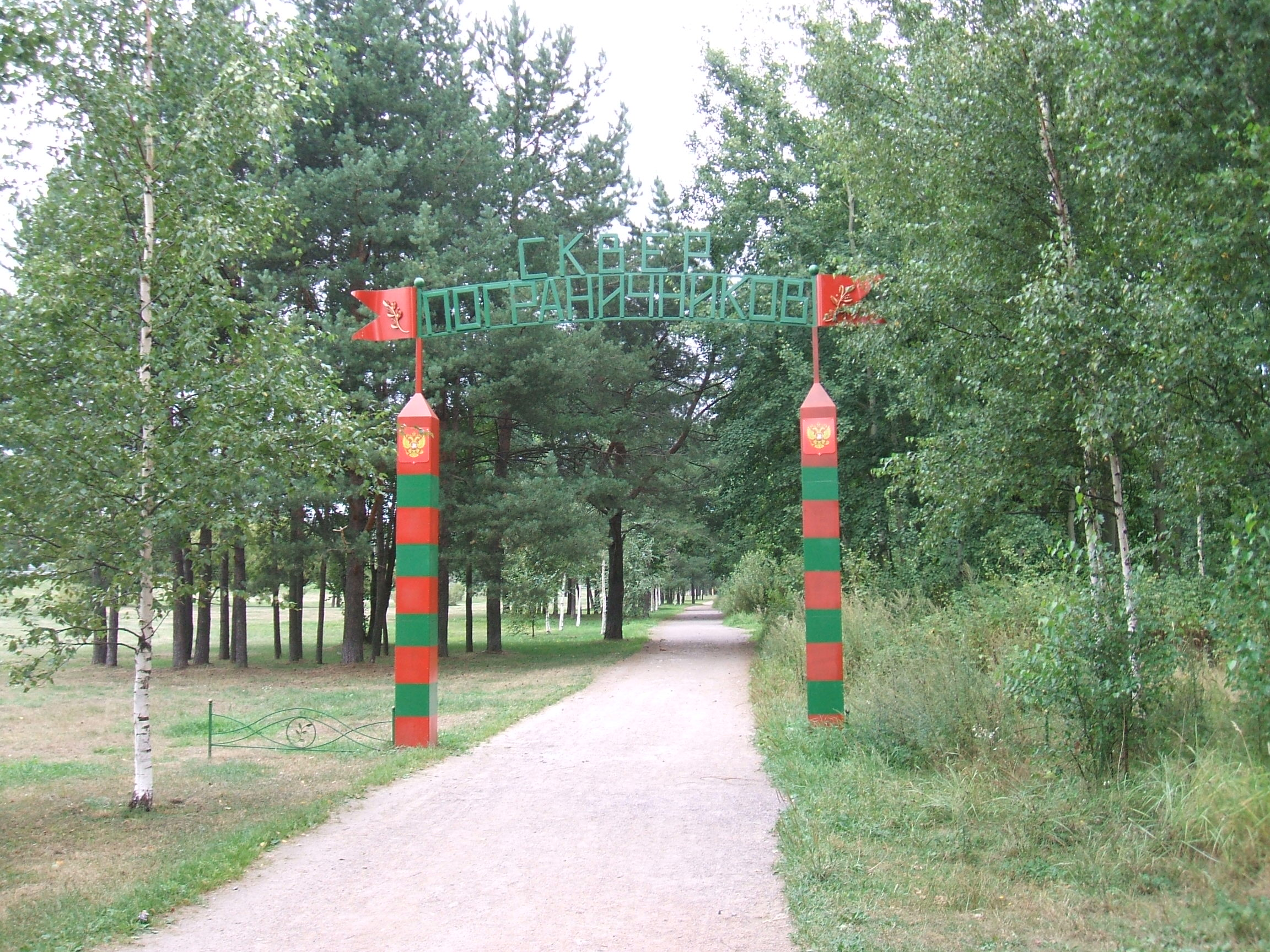
Сквер Пограничников

У пограничников были хорошие отношения с местным населением в клубах, на концертах, на вечерах молодёжи. На заставы часто приезжали в гости писатели, артисты с концертами. Пограничников избирали депутатами, как местных Советов, так и Верховного Совета РСФСР.

## Войсковая часть 2209

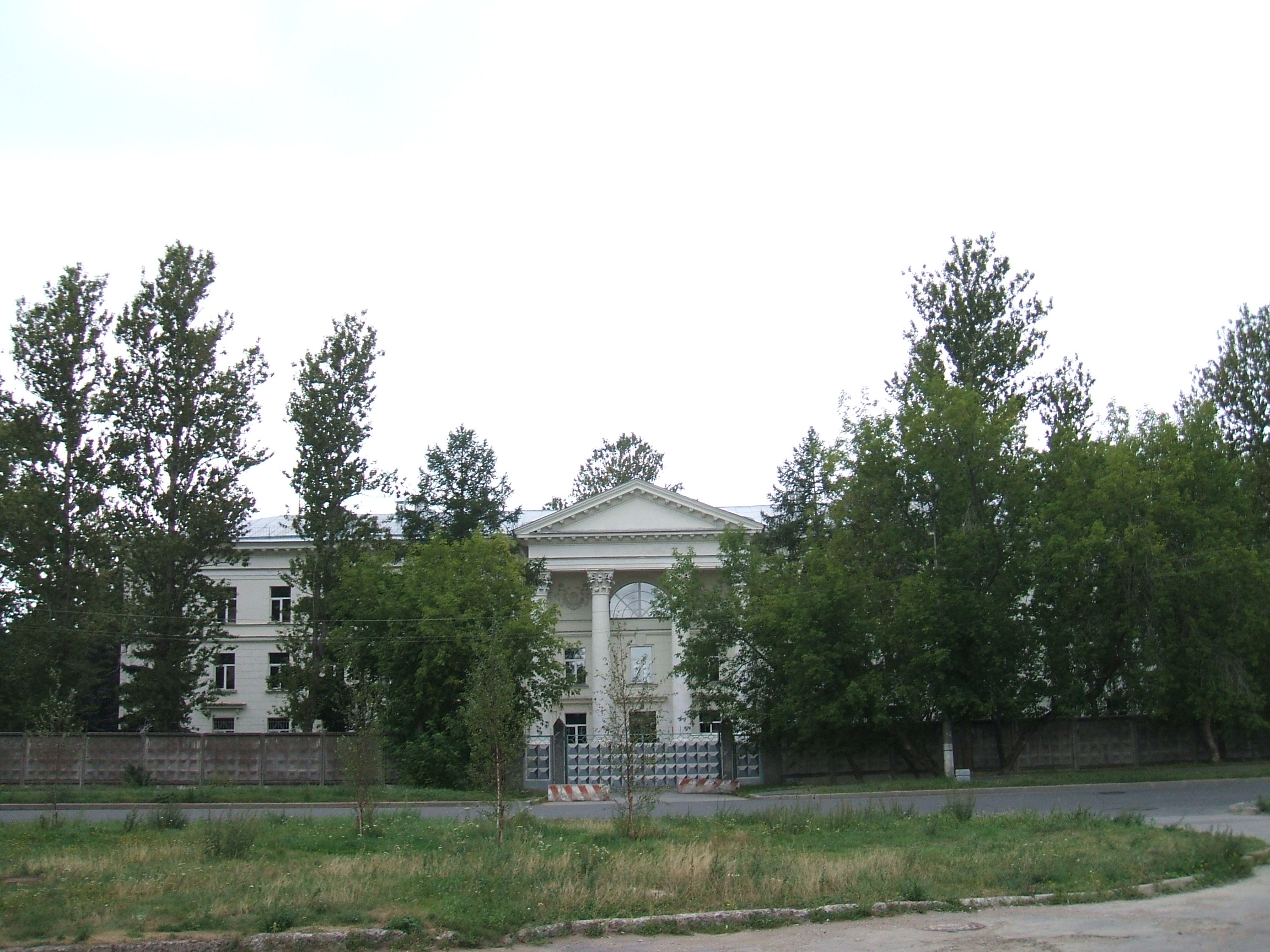
Здание в/ч 2209 на ул. Володарского

Преемником 5-го погранотряда c 1939 года стала отдельная рота связи Пограничных войск НКВД Ленинградского округа:
1939 — сформирована отдельная рота связи пограничного округа;
1939 декабрь — март 1940 — обеспечение радио и проводной связи;
1940 март — 1941 июнь — строительство и ремонт проводных линий;
1941 июнь — 1944 октябрь — обеспечение связью боевых действий 1-й, 20-й и 21-й дивизий НКВД;
1944 октябрь- реорганизация отдельной роты в отдельный батальон связи погранвойск;
1944 — за форсирование р. Неман батальон награждён «Орденом Красной Звезды»;
1945 23 февраля — за образцовое выполнение заданий и при выходе на реку Одер батальон награждён вторым «Орденом Красной Звезды»;
1945 март — передислокация батальона в г. Ленинград;
1945 23 мая — батальону вручено боевое Красное знамя;
1945 4 июня — за овладение Берлином батальону вручён «Орден Александра Невского»;
1945 май-июнь — обеспечение связью 4-й танковой Армии при освобождении Праги;
1945 июнь — передислокация батальона в город Комсомольск на Амуре;
1947 март — передислокация в Ленинград;
1947—1950 — восстановление и строительство новых магистралей в округе;
1963 — присоединение к отдельному батальону связи;
1981 — вывод из состава отдельного батальона связи;
1992 — реорганизация батальона в отдельный полк связи, 4-й Отдельный полк связи Северо-западного пограничного округа — войсковая часть 2209;
2001 — полк связи назван «Лучший полк связи Федеральной пограничной службы РФ». Вручён переходящий штандарт директора ФПС России.
В основном воины части активно участвовали в общественно-политической жизни, военно-патриотическом воспитании подрастающего поколения города и района.
Сегодня этой воинской части нет. В здании по её адресу (Володарского 60) располагается Отдел службы специальной связи и информатизации УФСБ России по городу СПб и Ленинградской области. Славные традиции продолжает созданный в 2006 году Совет ветеранов пограничников ФСБ Курортного района. Это офицеры и прапорщики, в разные годы служившие в Сестрорецке. Этот коллектив участвует во всех общественно важных событиях города. По их инициативе создан Сквер пограничников, открытый 28 мая 2010 года, расположенный в непосредственной близости от одного из ДОТов, где Военно-патриотический молодёжный клуб «Сестрорецкий рубеж» организовал экспозицию, посвящённую Карельскому укрепрайону. Проводится совместная работа с общественной организацией воинов войны в Афганистане «Соратник» по созданию историко-архитектурного комплекса, посвящённого Карельскому укрепрайону и северо-западному участку границы СССР. Бывшее здание 5-го погранотряда на площади Свободы 3, осталось на балансе воинской части. Сестрорецк поддерживает шефские связи с пограничной заставой им. А. И. Коробицына в городе Светогорске. В 2012 году в сквере пограничников Сестрорецка состоялось торжественное открытие бюста Андрею Коробицину (авторы памятника: скульптор Обухов В. и Ильина М.)

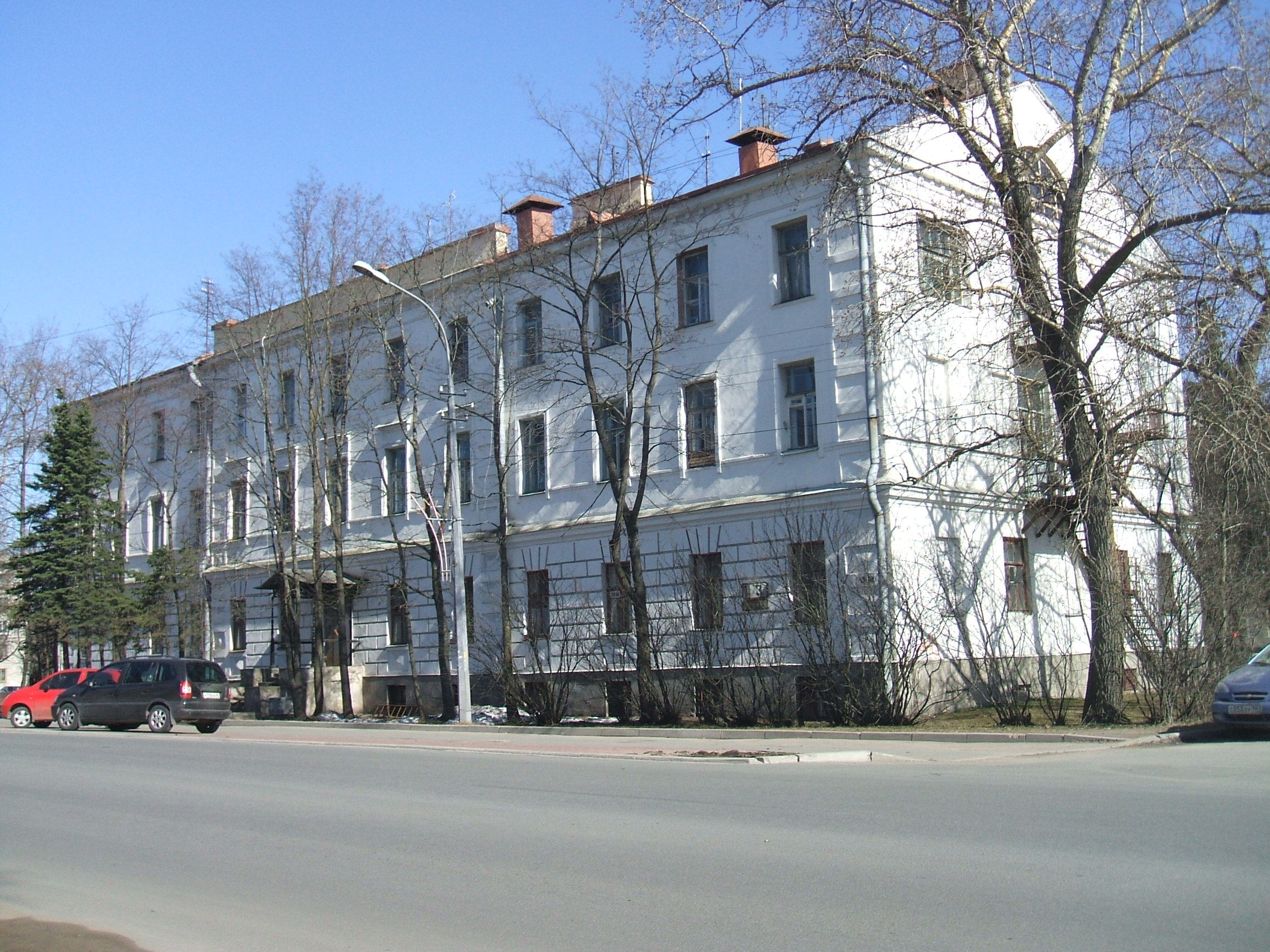
Офицерский дом. Пл. Свободы 3